# Anisodes sordida
Anisodes sordida är en fjärilsart som beskrevs av Paul Dognin 1910. Anisodes sordida ingår i släktet Anisodes och familjen mätare. Inga underarter finns listade i Catalogue of Life.